# Astylosternus schioetzi
Astylosternus schioetzi là một loài ếch trong họ Astylosternidae. Chúng là loài đặc hữu của Cameroon.
Môi trường sống tự nhiên của nó là các khu rừng đất thấp ẩm nhiệt đới hoặc cận nhiệt đới và sông. Loài này đang bị đe dọa do mất môi trường sống.